# Thando Mgqolozana
Thando Mgqolozana est un écrivain sud-africain, né le 27 août 1983 au Cap.

## Biographie
Thando Mgqolozana naît le 27 août 1983 au Cap.
En 2009, il publie son premier roman A Man Who Is Not a Man, sélectionné pour l'International IMPAC Dublin Literary Award. Ceci inspirera le réalisateur John Trengove pour son long métrage Les Initiés (Inxeba, 2017), dont il partage le scénario avec Thando Mgqolozana et Malusi Bengu.
En 2010, il est nommé par le journal hebdomadaire Mail & Guardian comme l'un des 200 jeunes sud-africains les plus influents.
En 2011, il présente son deuxième roman Hear Me Alone.

## Œuvres
- (en) A Man Who Is Not a Man, University Of KwaZulu-Natal Press, 2009, 188 p. (ISBN 1869141768).
- (en) Hear Me Alone, Jacana Media, 2011, 140 p. (ISBN 1431402494).
- (en) Unimportance, Jacana Media, 2014, 144 p. (ISBN 1431409529).

## Filmographie
- 2017 : Les Initiés (Inxeba) de John Trengove (co-scénariste)